# Doggy style

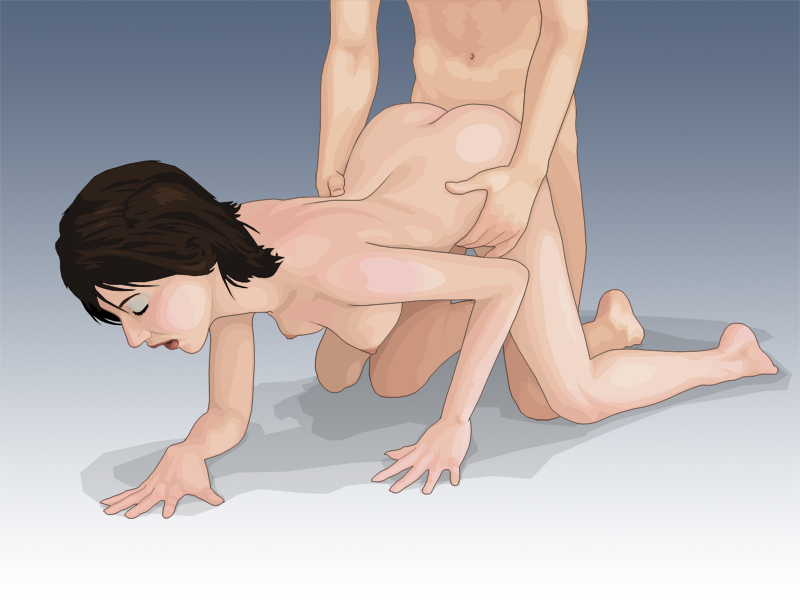
Uma posição de estilo cachorrinho

O estilo cachorrinho é uma posição sexual em que um participante se inclina, agacha-se de quatro (geralmente sobre as mãos e os joelhos) ou deita-se de bruços, para relações sexuais, outras formas de penetração sexual ou outra atividade sexual. O estilo cachorrinho é uma forma de posição de entrada por trás, outras com o parceiro receptor deitado de lado na posição sexual de colheres ou na posição sexual reversa de cowgirl . Sexo sem penetração nesta posição também pode ser considerado estilo cachorrinho.
Embora não seja a posição sexual mais comumente usada, é considerada a posição preferida pelos homens, enquanto a posição de vaqueira reversa é a preferida pelas mulheres. Entre parceiros sexuais, a pessoa na posição de cachorrinho geralmente é passiva, enquanto o outro parceiro é ativo (embora às vezes possa ser o contrário se a pessoa na posição de cachorrinho recuar para o parceiro atrás deles). Qualquer um dos parceiros pode ser o parceiro dominante ou o parceiro submisso. O parceiro submisso na posição canina está aberto a uma variedade de atividades sexuais adicionais, com o parceiro ativo sendo capaz de penetrar na vagina, no ânus durante o sexo anal ou simplesmente massagear todo o corpo.

## História e etimologia

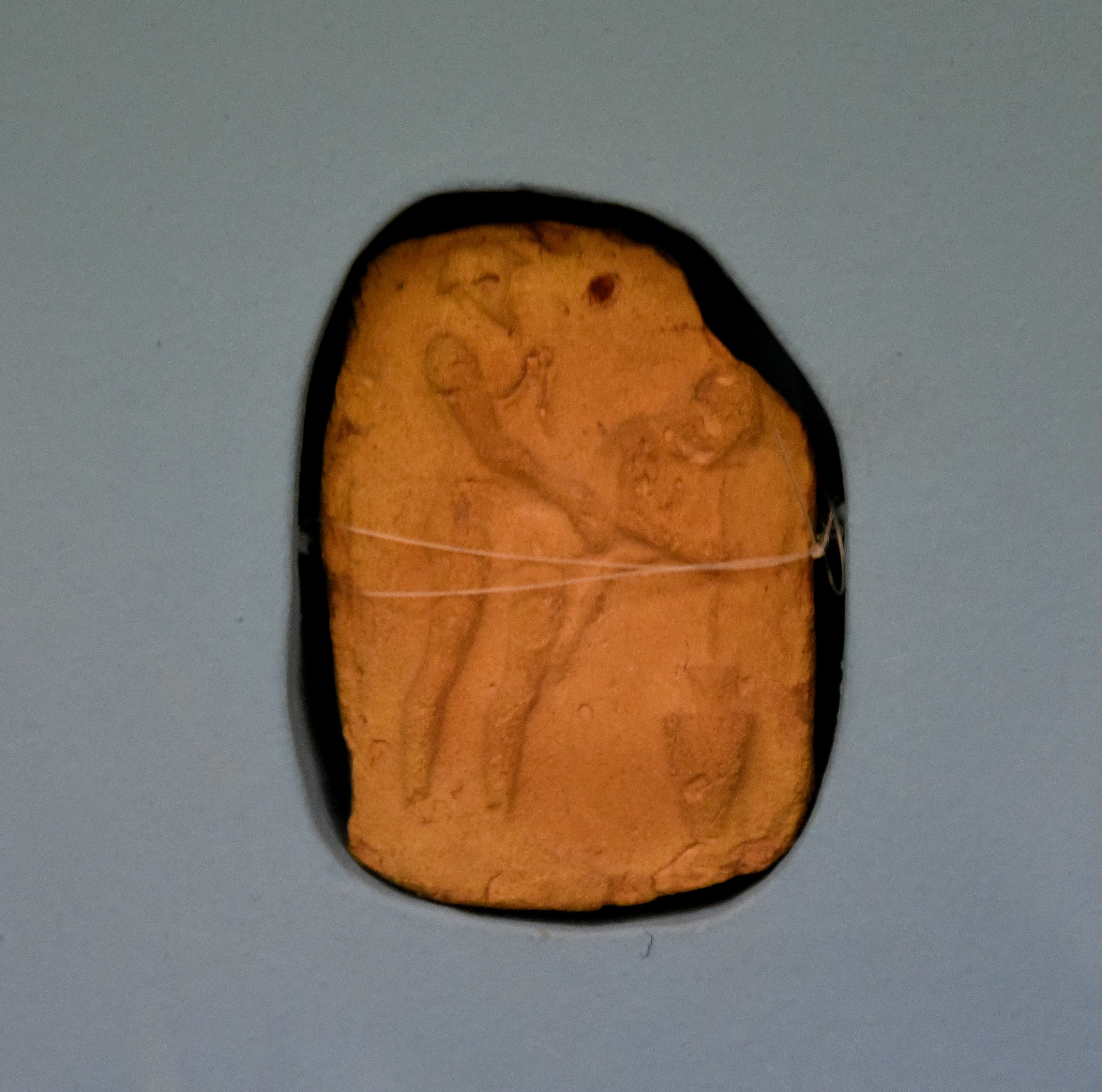
Placa erótica retratando sexo canino entre um homem e uma mulher. Do Iraque, Antigo Período Babilônico, 2000-1500 aC. Museu do Antigo Oriente, Istambul.

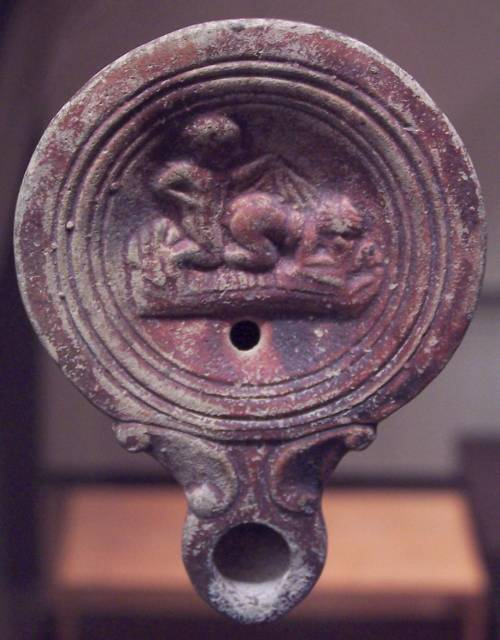
Antiga lâmpada de óleo romana retratando a posição de estilo cachorrinho

Na Roma antiga, essa prática era conhecida como coitus more ferarum, palavra latina para "relações sexuais à maneira dos animais selvagens". A origem específica do termo estilo cachorrinho não é conhecida, mas é presumivelmente uma referência à posição inicial assumida pelos cães durante o acasalamento . É descrito no Kama Sutra como a posição da vaca ou o congresso de uma vaca, e está listado em The Perfumed Garden.